# Calden
Calden ist eine Gemeinde im nordhessischen Landkreis Kassel. Bekannt ist sie vor allem durch das Schloss Wilhelmsthal und durch den 1970 eröffneten Flughafen Kassel-Calden, der nach Aus- bzw. Neubau seit April 2013 als Regionalflughafen besteht und seit 2015 die Eigenbezeichnung Kassel Airport trägt.

## Geographie

### Geographische Lage
Die Gemeinde Calden liegt mit ihrem auf der Langen- und Staufenbergplatte gelegenen Kernort rund zwölf Kilometer (Luftlinie) nordwestlich der Innenstadt von Kassel. Das Hauptdorf wird von der Calde durchflossen, deren Wasser über den Suderbach nordostwärts in die Esse fließt. Zu den Fließgewässern der Gemeinde gehören auch der Esse-Zufluss Jungfernbach beim südlichen Schloss Wilhelmsthal und die Nebelbeeke, die etwa nordwärts durch die westlichen Ortsteile Ehrsten, Meimbressen und Westuffeln fließt und in die durch den Ortsteil Obermeiser verlaufende Warme mündet.
Die höchste Stelle der Gemeinde ist mit 430 m ü. NHN der Gipfel des südwestlich von Fürstenwald gelegenen Postenbergs, einem Nordausläufer des zum Habichtswälder Bergland gehörenden und etwas außerhalb des Gemeindegebiets gelegenen Hohen Dörnberg (578,7 m), und die niedrigste nördlich von Obermeiser auf etwa 170 m am Ausfluss der Warme aus dem Gemeindegebiet. Das Hauptdorf liegt auf etwa 230 (an der Calde) bis 285 m (auf der Wilhelmsthaler Höhe) Höhe. Etwa 10 bis 15 km östlich bis nordöstlich liegt der „sagenumwobene“ Reinhardswald.

### Nachbargemeinden
Calden grenzt im Norden an die Stadt Liebenau, im Osten an die Stadt Grebenstein, im Südosten an die Gemeinde Espenau, im Südosten an die Stadt Vellmar, im Süden an die Gemeinde Ahnatal, im Westen an die Stadt Zierenberg, sowie im Nordwesten an die Gemeinde Breuna (alle im Landkreis Kassel).

### Gemeindegliederung
Die Gemeinde Calden gliedert sich in diese sechs Ortsteile:
| - Calden - Ehrsten - Fürstenwald | - Meimbressen - Obermeiser - Westuffeln |

## Geschichte
Im Bereich zwischen den Ortsteilen Calden und Ehrsten wurden bedeutende archäologische Funde aus der Jungsteinzeit gemacht. In Calden befinden sich das Galeriegrab Calden I und II aus dem 2. Jahrtausend v. Chr., sowie das Caldener Erdwerk und zahlreiche Grabanlagen.
Die älteste bekannte schriftliche Erwähnung von Calden erfolgte um das Jahr 1120 unter dem Namen Chaldun. Der älteste Ortsteil ist Ehrsten mit einer bekannten Erwähnung im Jahr 817.
Im Jahr 1928 erfolgt die Eingemeindung der aufgelösten Domäne Wilhelmsthal, des aufgelösten Gutsbezirks Schloss Wilhelmsthal und von Teilen des aufgelösten Gutsbezirks Forst Grebenstein.
Im Zuge der Gebietsreform in Hessen wurde am 31. Dezember 1970 Calden mit der bis dahin selbständige Nachbargemeinde Meimbressen auf freiwilliger Basis zur erweiterten Gemeinde Calden zusammengeschlossen. Am 1. Februar 1971 kam Westuffeln hinzu. Fürstenwald folgte am 1. April 1972. Die Reihe der Eingemeindungen wurde mit der Eingliederung kraft Landesgesetz von Ehrsten und Obermeiser am 1. August 1972 abgeschlossen. Damit verbunden war der Wechsel in den neu geschaffenen Landkreis Kassel. Für alle ehemals eigenständigen Gemeinden von Calden wurden Ortsbezirke mit Ortsbeirat und Ortsvorsteher nach der Hessischen Gemeindeordnung gebildet.

## Bevölkerung

### Einwohnerstruktur 2011
Nach den Erhebungen des Zensus 2011 lebten am Stichtag, dem 9. Mai 2011, in Calden 7529 Einwohner. Darunter waren 125 (1,7 %) Ausländer, von denen 55 aus dem EU-Ausland, 42 aus anderen europäischen Ländern und 28 aus anderen Staaten kamen. Bis zum Jahr 2020 erhöhte sich die Ausländerquote auf 8,0 %. Nach dem Lebensalter waren 1354 Einwohner unter 18 Jahren, 2975 zwischen 18 und 49, 1712 zwischen 50 und 64 und 1491 Einwohner waren älter. Die Einwohner lebten in 3217 Haushalten. Davon waren 808 Singlehaushalte, 958 Paare ohne Kinder und 1128 Paare mit Kindern, sowie 282 Alleinerziehende und 41 Wohngemeinschaften. In 622 Haushalten lebten ausschließlich Senioren und in 2145 Haushaltungen lebten keine Senioren.

### Einwohnerentwicklung
- 1585: 74 Haushaltungen[2]
- 1747: 94 Haushaltungen[2]

| Calden: Einwohnerzahlen von 1834 bis 2020 | Calden: Einwohnerzahlen von 1834 bis 2020 | Calden: Einwohnerzahlen von 1834 bis 2020 | Calden: Einwohnerzahlen von 1834 bis 2020 | Calden: Einwohnerzahlen von 1834 bis 2020 |
| --- | ----------------------------------------- | ----------------------------------------- | ----------------------------------------- | ----------------------------------------- |
| Jahr |                                           |                                           |                                           | Einwohner                                 |
| 1834 | 1834                                      |                                           | 950                                       | 950                                       |
| 1840 | 1840                                      |                                           | 972                                       | 972                                       |
| 1846 | 1846                                      |                                           | 1.049                                     | 1.049                                     |
| 1852 | 1852                                      |                                           | 1.056                                     | 1.056                                     |
| 1858 | 1858                                      |                                           | 1.030                                     | 1.030                                     |
| 1864 | 1864                                      |                                           | 1.046                                     | 1.046                                     |
| 1871 | 1871                                      |                                           | 1.044                                     | 1.044                                     |
| 1875 | 1875                                      |                                           | 1.083                                     | 1.083                                     |
| 1885 | 1885                                      |                                           | 1.074                                     | 1.074                                     |
| 1895 | 1895                                      |                                           | 1.116                                     | 1.116                                     |
| 1905 | 1905                                      |                                           | 1.079                                     | 1.079                                     |
| 1910 | 1910                                      |                                           | 1.079                                     | 1.079                                     |
| 1925 | 1925                                      |                                           | 1.237                                     | 1.237                                     |
| 1939 | 1939                                      |                                           | 1.246                                     | 1.246                                     |
| 1946 | 1946                                      |                                           | 2.000                                     | 2.000                                     |
| 1950 | 1950                                      |                                           | 2.046                                     | 2.046                                     |
| 1961 | 1961                                      |                                           | 1.835                                     | 1.835                                     |
| 1967 | 1967                                      |                                           | 1.992                                     | 1.992                                     |
| 1970 | 1970                                      |                                           | 2.989                                     | 2.989                                     |
| 1973 | 1973                                      |                                           | 6.261                                     | 6.261                                     |
| 1975 | 1975                                      |                                           | 6.338                                     | 6.338                                     |
| 1980 | 1980                                      |                                           | 6.758                                     | 6.758                                     |
| 1985 | 1985                                      |                                           | 6.778                                     | 6.778                                     |
| 1990 | 1990                                      |                                           | 6.937                                     | 6.937                                     |
| 1995 | 1995                                      |                                           | 7.693                                     | 7.693                                     |
| 2000 | 2000                                      |                                           | 7.876                                     | 7.876                                     |
| 2005 | 2005                                      |                                           | 7.754                                     | 7.754                                     |
| 2010 | 2010                                      |                                           | 7.421                                     | 7.421                                     |
| 2011 | 2011                                      |                                           | 7.529                                     | 7.529                                     |
| 2015 | 2015                                      |                                           | 8.061                                     | 8.061                                     |
| 2020 | 2020                                      |                                           | 7.499                                     | 7.499                                     |
| Datenquelle: Historisches Gemeindeverzeichnis für Hessen: Die Bevölkerung der Gemeinden 1834 bis 1967. Wiesbaden: Hessisches Statistisches Landesamt, 1968. Weitere Quellen: LAGIS; Hessisches Statistisches Informationssystem; Zensus 2011 Nach 1970 einschließlich der im Zuge der Gebietsreform in Hessen eingegliederten Orte. |                                           |                                           |                                           |                                           |

### Religionszugehörigkeit
| • 1885: | 1049 evangelische (99,71 %), drei katholische (= 0,29 %) Einwohner                           |
| • 1961: | 1536 evangelische (= 83,71 %), 247 katholische (= 13,46 %) Einwohner                         |
| • 1987: | 5452 evangelische (= 83,1 %), 733 katholische (= 11,2 %), 374 sonstige (= 5,7 %) Einwohner   |
| • 2011: | 5075 evangelische (= 67,4 %), 758 katholische (= 10,1 %), 1696 sonstige (= 22,5 %) Einwohner |

## Politik

### Gemeindevertretung
Die Kommunalwahl am 14. März 2021 lieferte folgendes Ergebnis, in Vergleich gesetzt zu früheren Kommunalwahlen:
| Gemeindevertretung – Kommunalwahlen 2021                                                                   | Gemeindevertretung – Kommunalwahlen 2021                     |
| --- | ------------------------------------------------------------ |
| Stimmenanteil in %Wahlbeteiligung 49,7 % 6050403020100 51,5 (+4,1)27,5 (−1,2)21,0 (−2,8) SPDFWGCDU20162021 | SitzverteilungInsgesamt 31 Sitze - SPD: 16 - FWG: 9 - CDU: 6 |

| Parteien und Wählergemeinschaften | Parteien und Wählergemeinschaften           | % 2021 | Sitze 2021 | % 2016 | Sitze 2016 | % 2011 | Sitze 2011 | % 2006 | Sitze 2006 | % 2001 | Sitze 2001 |
| SPD                               | Sozialdemokratische Partei Deutschlands     | 51,5   | 16         | 47,4   | 15         | 54,6   | 17         | 43,6   | 14         | 48,4   | 15         |
| CDU                               | Christlich Demokratische Union Deutschlands | 21,0   | 6          | 23,8   | 7          | 23,5   | 7          | 20,7   | 6          | 19,7   | 6          |
| FWG                               | Freie Wählergemeinschaft                    | 27,5   | 9          | 28,7   | 9          | 21,8   | 7          | 10,1   | 3          | 10,2   | 3          |
| Bürgerforum                       | Bürgerforum Calden                          | —      | —          | —      | —          | —      | —          | 24,4   | 8          | 20,4   | 6          |
| FDP                               | Freie Demokratische Partei                  | —      | —          | —      | —          | —      | —          | 1,3    | 0          | 1,3    | 1          |
| Gesamt                            | Gesamt                                      | 100,0  | 31         | 100,0  | 31         | 100,0  | 31         | 100,0  | 31         | 100,0  | 31         |
| Wahlbeteiligung in %              | Wahlbeteiligung in %                        | 49,7   | 49,7       | 54,0   | 54,0       | 53,1   | 53,1       | 54,5   | 54,5       | 60,5   | 60,5       |

### Bürgermeister
Nach der hessischen Kommunalverfassung wird der Bürgermeister für eine sechsjährige Amtszeit gewählt, seit dem Jahr 1993 in einer Direktwahl, und ist Vorsitzender des Gemeindevorstands, dem in der Gemeinde Calden neben dem Bürgermeister ehrenamtlich ein Erster Beigeordneter und acht weitere Beigeordnete angehören. Bürgermeister ist seit dem 1. März 2015 der parteiunabhängige Maik Mackewitz. Er setzte sich am 5. Oktober 2014 in einer Stichwahl gegen den Amtsinhaber Andreas Dinges, der sich um eine vierte Amtszeit beworben hatte, bei 60,69 Prozent Wahlbeteiligung mit 53,8 Prozent der Stimmen durch. Eine Wiederwahl ohne Gegenkandidaten folgte am 1. November 2020.
Amtszeiten der Bürgermeister
- 2015–2027 Maik Mackewitz[20]
- 1997–2015 Andreas Dinges[21]

### Wappen
| Wappen von Calden | Blasonierung: „Im grünen Schild zwei voneinander abgekehrte silberne Zimmermannsäxte, deren Stiele durch eine erniedrigte, fünfblättrige goldene Kleeblattkrone gesteckt sind.“ |
| Wappen von Calden | Das Wappen wurde von dem Bad Nauheimer Heraldiker Heinz Ritt gestaltet und am 7. Oktober 1977 durch das Hessische Ministerium des Innern genehmigt.                             |

### Flagge
Die Flagge wurde der Gemeinde am 6. Dezember 1977 durch das Hessische Ministerium des Innern genehmigt und wird wie folgt beschrieben:
„Die Flagge der Gemeinde Calden zeigt auf Grün - Weiß - Grün im Verhältnis von etwa 1:3:1 gestreiftem Flaggentuch im oberen Drittel der breiten Mittelbahn das Wappen der Gemeinde.“

### Partnerschaft
Die Gemeinde Calden unterhält seit dem 22. Mai 1992 partnerschaftliche Beziehungen zu Ráckeve in Ungarn.

## Sehenswürdigkeiten

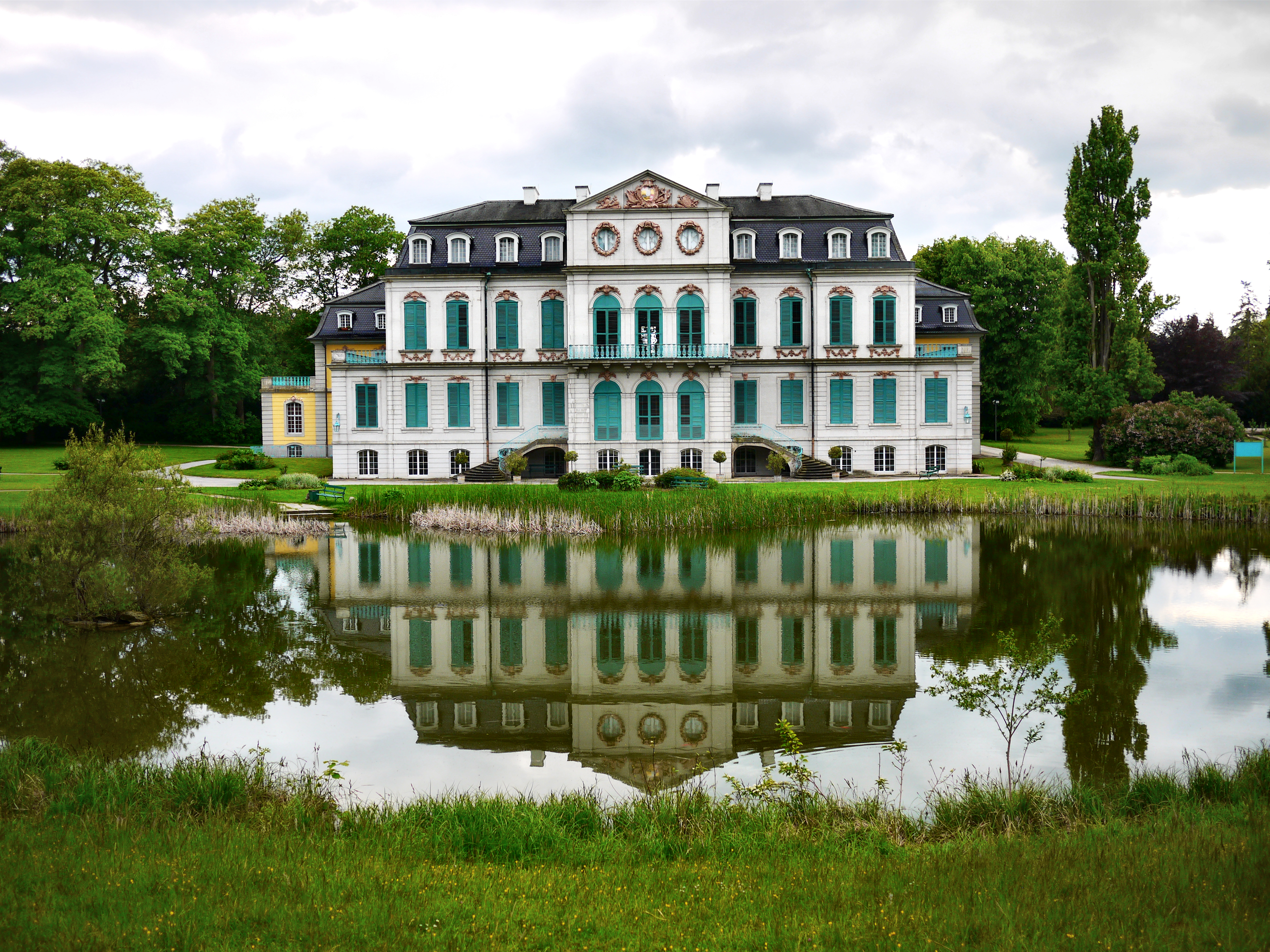
Schloss Wilhelmsthal

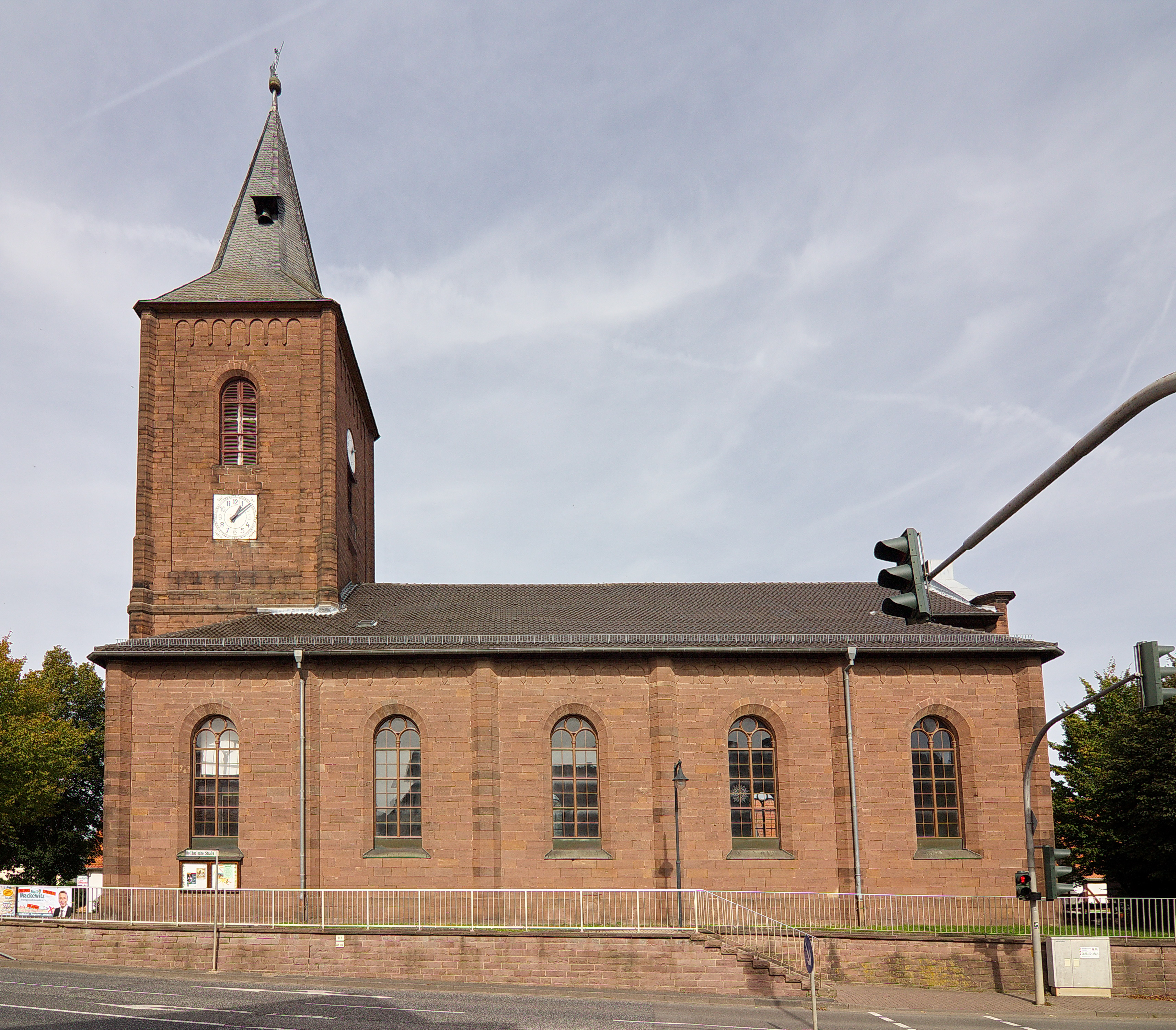
Johannes-Kirche Calden

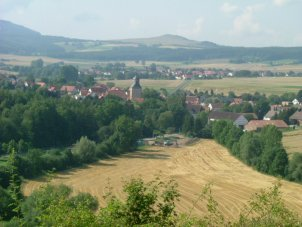
Ortsteil Meimbressen

Zu den Sehenswürdigkeiten der Gemeinde Calden gehören (alphabetisch sortiert):
- Caldener Tiergarten (früher eingefriedetes Jagdgebiet)[26]
- Galeriegrab Calden I (Steinkistengrab)
- Galeriegrab Calden II
- Habichtswälder Bergland (unter anderem mit nahem Hohen Dörnberg)
- Johanneskirche
- Kopfsteine, Naturdenkmal beim Ortsteil Fürstenwald
- Schloss Wilhelmsthal, Rokokoschloss in einem schönen Landschaftsgarten
- Steinkiste von Calden (Steinkistengrab)

## Sport
Überregionale Bekanntheit besitzt der TSV Jahn Calden, allen voran durch dessen (Frauen-)Fußballabteilung. Die 1. Frauenmannschaft des 1953 gegründeten Turn- und Sportvereins spielt aktuell in der Regionalliga, der dritthöchsten deutschen Spielklasse. Von 2004 bis 2007 spielte die Mannschaft in der 2. Bundesliga.

## Wirtschaft und Infrastruktur
Im Gemeindegebiet von Calden liegt der Flughafen Kassel-Calden (Kassel Airport). Die Gemeinde ist an der Betreibergesellschaft mit einem Anteil von 3 Prozent beteiligt.
Das Gemeindegebiet ist insbesondere auf der Bundesstraße 7 (Ortsumfahrung in Bau; 2016–2022) zu erreichen, die aus Richtung Kassel im Südosten kommend durch Vellmar und unter anderem durch das Hauptdorf führend und den Flughafen passierend weiter in das nordwestlich gelegene Warburg verläuft; in Kassel, Vellmar und Calden wird die B 7 Holländische Straße genannt.
Es führen vier Buslinien des Nordhessischen Verkehrsverbunds durch Calden: 46, 47, 100, 130. Alle kreuzen sich nur am Flughafen Kassel-Calden an der Haltestelle Flughafen Kassel Terminal, Calden, sodass dort der Hauptumsteigepunkt ist.
Am Südwestrand des Ortsteils Fürstenwald liegt am Abschnitt Zierenberg–Fürstenwald–Weimar der Bahnstrecke Volkmarsen–Vellmar-Obervellmar der Bahnhof Calden-Fürstenwald mit einem Gleis. Auf der Strecke verkehrt die RT 4 der RegioTram Kassel, die nach Südosten durch Ahnatal und Vellmar und unter anderem auf den Gleisen der Holländischen Straße zum Kasseler Hauptbahnhof oder in Richtung Südwesten durch Zierenberg nach Wolfhagen fährt.

## Persönlichkeiten
- Otto von Bismarck (1815–1898), Reichskanzler; seit 1895 Ehrenbürger
- Udo Schlitzberger, (* 1946), Politiker
- Arno Backhaus (* 1950)
- Stefan Ortega Moreno (* 1992), Fußballtorwart